# Bondoufle

Brasão de Bondoufle

Bondoufle é uma comuna do departamento de Essonne, localizada na região da Ilha de França, na França.